# Short S.36
El Short S.36 fue un biplano tractor biplaza británico, construido por Short Brothers para Francis McClean en 1911. Posteriormente se desarrolló en los Short S.41 y Short S.45, que fueron los primeros de una larga serie de aviones similares construidos para el RNAS y el RFC.

## Diseño y desarrollo
El origen del diseño de un biplano tractor se debió a Cecil Grace, que había volado un monoplano tractor Blériot en Blackpool en 1910. Se inició el trabajo en una versión tractora del diseño biplano S.27 propulsada por un E.N.V. Type F de 45 kW (60 hp), pero, tras la muerte de Grace a finales de año, el proyecto fue archivado y el avión se completó como un Type S.27. Sin embargo, cuando Horace Short le mostró más tarde a Frank McClean el diseño, este último pidió que le construyeran uno, que funcionara con un motor Gnome Gamma de 52 kW (70 hp).
Tal como se construyó inicialmente, el avión era un biplano de dos vanos de envergadura desigual, biplaza, con alerones instalados únicamente en el ala superior. El fuselaje de sección cuadrada estaba montado en mitad del espacio entre las alas superior e inferior, y las superficies de cola consistían en un timón rectangular montado en el codaste del fuselaje, con un estabilizador horizontal rectangular y un elevador dividido montado delante de él, en la parte superior del fuselaje. La sección central del ala inferior se dejó sin recubrir, al igual que el fuselaje por detrás de la cabina: la sección de la cabina se recubrió con contrachapado, con paneles de aluminio en la parte delantera, cubriendo los depósitos de combustible y extendiéndose hacia adelante para formar la cubierta del motor Gnome Lambda de 52 kW (70 hp) montado en el morro. El tren de aterrizaje consistía en un par de ruedas debajo del borde de ataque del ala, complementadas por patines que se extendían hacia adelante para proteger la hélice en caso de vuelco, y un patín de cola con un único resorte montado debajo de la parte trasera del fuselaje. Más tarde se instaló el fuselaje en la parte inferior del hueco y se recubrió la parte trasera con tela.

## Historia operacional
El avión fue volado por primera vez por McClean el 10 de enero de 1912, teniendo un buen desempeño, con una carrera de despegue corta y una velocidad de 97 km/h. McClean prestó el avión a la Escuela Naval de Vuelo de Eastchurch, y el 11 de marzo el teniente A.M. Longmore realizó un vuelo de cuatro horas en Eastchurch, con un mecánico como pasajero, aterrizando porque el motor comenzaba a perder potencia: había suficiente combustible para dos horas y media de vuelo más, ganando el Premio Mortimer Singer para oficiales navales.
El Almirantazgo quedó lo suficientemente impresionado por el avión como para encargar la construcción de dos aviones similares, convirtiéndose en los Short S.41 con motor Gnome Double Omega de 75 kW (100 hp) y el Short S.45 con motor Gnome Lambda de 52 kW (70 hp).

## Especificaciones
Referencia datos: Barnes 1967, p.87.

### Características generales
- Tripulación: Uno (piloto)
- Capacidad: Un pasajero
- Longitud: 10,8 m (35,5 ft)
- Envergadura: 14,2 m (46,4 ft)
- Superficie alar: 47,8 m² (514,5 ft²)
- Peso vacío: 386 kg (850,7 lb)
- Peso cargado: 590 kg (1300,4 lb)
- Planta motriz: 1× motor rotativo de 7 cilindros refrigerado por aire Gnome Gamma.
  - Potencia: 52 kW (72 HP; 71 CV)
- Hélices: Bipala de paso fijo
- Diámetro de la hélice: 2,7 m

### Rendimiento
- Velocidad máxima operativa (Vno): 97 km/h (60 MPH; 52 kt)
- Alcance: 6,5 h
- Carga alar: 15 kg/m² (3,1 lb/ft²)

## Aeronaves relacionadas

### Secuencias de designación
- Secuencia S._ (interna de Short, anterior a 1921): ← S.33 - S.34 - S.35 - S.36 - S.38 - S.39 - S.41 - S.43 - S.44 - S.45 - S.48 - S.49 - S.50 →